# Ivanivka, Berezne
Ivanivka (în ucraineană Іванівка) este un sat în așezarea urbană Sosnove din raionul Berezne, regiunea Rivne, Ucraina.

## Demografie
Componența lingvistică a localității Ivanivka
     Ucraineană (100%)
Conform recensământului din 2001, toată populația localității Ivanivka era vorbitoare de ucraineană (100%).